# Ape Entertainment
Ape Entertainment, foi uma editora americana independente de histórias em quadrinhos que atuou entre os anos 2003 até 2015.
A empresa começou publicando séries limitadas originais e graphic novels, muitas com temas adultos; mais tarde, ela se adaptou e se tornou conhecida por seus títulos para toda a família, bem como propriedades multimídia, como quadrinhos baseados em videogames firmando acordos de licenciamento com a DreamWorks Animation, American Greetings, Harvey Comics e Sesame Workshop ; produzindo quadrinhos com Kung Fu Panda, Madagascar, Megamind, Shrek, Moranguinho, Riquinho, Gasparzinho o Fantasminha Camarada e Vila Sésamo .

## Criadores
Criadores notáveis associados à Ape Entertainment incluem Neil Druckmann, Francesco Francavilla, Chandra Free, Jonathon Dalton, Joe Staton, Geoffrey Thorne, Josh Wagner e Rob Worley .

## História

### Origens
A Ape Entertainment foi fundada em 2003 por Brent E. Erwin, com experiência em produção cinematográfica, e David Hedgecock, com experiência em varejo e edição de quadrinhos. Com a contratação do editor-chefe C. Michael "Mike" Hall, Erwin assumiu o cargo de diretor de marketing e Hedgecock, o de diretor financeiro.
Os primeiros lançamentos impressos da empresa foram em 2004, incluindo títulos como Ape OMNIBUS Vols. 1 e 2, a série de duas edições A Different Pace, Atomic Age Treasury of Pulp Action, de David Wharton, e Make Your Own Comics: The Small Press Primer, de Mike Hall. Durante esse período, a Ape Entertainment também publicou uma seleção de webcomics originais, muitas das quais produzidas pelo editor-chefe Mike Hall.

### Propriedades digitais e licenciadas
Em 2010, a Ape Entertainment mudou de direção. Começou a publicar histórias em quadrinhos baseadas em videogames, começando com Pocket God e depois Cut the Rope em julho de 2011.  A empresa virou notícia no final de 2011, quando foi revelado que havia vendido 150.000 unidades do quadrinho digital Pocket God #1 (enquanto vendia menos de 1.000 cópias impressas).  O sucesso de Pocket God demonstrou o potencial de adaptar conteúdo de plataformas digitais emergentes para formatos tradicionais de histórias em quadrinhos.
Em 2010, a Ape Entertainment fechou acordos de licenciamento com a DreamWorks Animation . A empresa estreou seu selo familiar Kizoic com o flip book do Free Comic Book Day (FCBD), Kizoic Presents: Penguins of Madagascar FCBD 2010 / Kizoic Presents: Shrek FCBD 2010 .
Em 2011, a Ape Entertainment obteve os direitos sobre os personagens clássicos da Harvey Comics, incluindo Riquinho e Gasparzinho, o fantasminha camarada. A editora reformulou o personagem Riquinho, destacando seu espírito generoso: descrito como uma combinação de James Bond e Indiana Jones, com a maior fortuna do planeta, ele passou a ser retratado como um aventureiro benevolente que percorre o mundo ajudando pessoas necessitadas. Essa nova versão do Riquinho veio acompanhada de versões modernizadas de sua empregada robô Irona e do fiel mordomo Cadbury.
Em 2012, a empresa produziu uma história em quadrinhos baseada em Madagascar 3. A história em quadrinhos, Madagascar Digest Prequel: Long Live the King!, foi lançada em 12 de junho de 2012.  
No começo de 2013, a Ape Entertainment firmou uma parceria com a praticamente extinta Sirius Entertainment para relançar a HQ Poison Elves, criada pelo falecido Drew Hayes. A obra foi publicada sob um novo selo da Ape voltado para o público adulto, chamado Outlaw Comics. A nova série, intitulada Drew Hayes' Poison Elves #1, teve como base um esboço deixado por Hayes para futuras edições. Ao todo, foram lançadas três edições.
Na primavera de 2013, a Ape Entertainment anunciou uma parceria com a Sesame Workshop, bem como planos para lançar uma série de histórias em quadrinhos com o tema Vila Sésamo . 

### Declínio e desaparecimento
Por volta de meados de 2013, a situação da Ape Entertainment começou a se deteriorar. Durante o verão, o editor-chefe Brent E. Erwin, que possuía experiência no setor varejista, comprou duas unidades da rede Lone Star Comics, pertencente a Buddy Saunders. Em agosto do mesmo ano, o CEO David Hedgecock deixou a Ape Entertainment para se juntar à IDW Publishing. Com isso, os dois fundadores remanescentes, Erwin e Hall, decidiram cancelar os títulos que estavam por vir e iniciaram uma reestruturação na empresa.
A empresa conseguiu lançar dois quadrinhos da Vila Sésamo em 2015,  mas não publicou mais nada desde então.

## Títulos

### Títulos em andamento
- Ape OMNIBUS Vols. 1 e 2 (maio de 2004–dezembro de 2004) — antologia
- Athena Voltaire: O Voo do Falcão, de Paul Daly e Steve Bryant (4 edições, 2006–2007)
- Novo Mundo Bizarro (3 edições, 2007)
- The Black Coat: A Call to Arms, de Adam Cogan, Ben Lichius e Francesco Francavilla (4 edições, 2006)
- O Casaco Preto: Ou Dê-me a Morte, de Adam Cogan, Ben Lichius e Francesco Francavilla (4 edições, 2007)
- Um ritmo diferente, do escritor David Hedgecock e dos artistas Tetsu Liew, Vincent Ramirez e Terry Flippo (2 edições, 2004)
- Femme Noir: The Dark City Diaries de Christopher Milles, Joe Staton e Horacio Ottolini (4 edições, 2008)  — posteriormente reunidos em um TPB
- Ficção Clemens por Josh Wagner (3 edições, 2008) [7]
- As Crônicas dos Goblins , de Troy Dye, Tom Kelesides e Collin Foge (3 edições, 2008)
- Helldorado: East Eats West por C. Michael Hall (3 edições, 2011–2012)
- Horrorwood de Brandon Terrell e Brent Schoonover (4 edições, 2006) [8]
- Magnitude de Greg Waller e Axel Giménez (3 edições, 2006–2007)
- RPM: Rapid Performance Machines, de Matt Shepherd e Andres Guinaldo, Diego Rodriguez (4 edições, 2010-2011)
- As desventuras de Clark e Jefferson por Jay Carvajal e Borstel (4 edições, 2007–2008) [9]
- Scratch9 por Rob Worley e Jason T. Kruse [10] (4 edições, setembro de 2010–janeiro de 2011)
- Sullengrey por Drew Rausch e Jocelyn Gajeway (4 edições, 2005–2006) [11]
- Super Recursos Humanos de Ken Marcus e Justin Bleep (4 edições, 2009) [12]
- Teddy Scares, do escritor Jim Hankins e dos artistas Christine Larsen, Rolando Mallada, Drew Rausch, Rob Guillory, Chris Moreno e Dave Perillo (4 edições, 2007)
- UTF ( Undead Task Force ) de Scott Reynolds e Tone Rodriguez (3 edições, 2006)

### Histórias em quadrinhos e one-shots
- Athena Voltaire: The Collected Webcomics (TPB, 2006, ISBN 0-9741-3989-0) — coleção de quadrinhos serializados online entre 2002 e 2004; prefácio de Mark Schultz
- Tesouro da Era Atômica da Ação Celulose por David Wharton (janeiro de 2004)
- Cereal & Pijamas (2007) — antologia
- Fablewood (2008) [13] — antologia
- Go-Go Gorilla & The Jungle Crew - Especial de diversão de verão por David Hedgecock, Mike Hall e Dustin Evans (2005)
- Crônicas da Cidade da Justiça vol. 1 por Marcus DiGesu, Anthony Figaro e Joel Rasmussen (2005)
- O Problema com Katie Rogers, de Des Taylor (set. 2009)
- Crie seus próprios quadrinhos: o guia para pequenas editoras, por Mike Hall (janeiro de 2004)
- Nightmare World: The Long Hard Road Out of Hell, do escritor Dirk Manning e do artista Jeff Welborn, Len O'Grady, Jason Jam e Josh Ross (2007) — solicitado como uma série de 4 edições; apenas uma edição publicada
- Pan-Gea (2005)
- Point Pleasant (2004) do escritor Chad Lambert
- Pródigo: Ovo da Primeira Luz, de Geoffrey Thorne e Todd Harris (GN, 2010)
- Uma segunda chance para Sarah, de Neil Druckmann e Joysuke Wong (2010); posteriormente republicado pela Dark Horse Comics [14]
- SubCultura de Kevin Freeman e Stan Yan (2007)
- Walled In, de Roger Mincheff e Dennis Calero (abril de 2009) — acompanhamento em história em quadrinhos do filme de terror e suspense de mesmo nome ; produzido pela Spacedog
- Cercas Brancas de Estacas por Matt Anderson, Eric Hutchins, Micah Farritor, Brian Mead e Tim Lattie (2008)

### Edições do Dia do Quadrinho Grátis
- Comic Spectacular da Ape Entertainment de 2007 — exemplos de histórias de seis filmes: Athena Voltaire, White Picket Fences, The Goblin Chronicles, Teddy Scares, Go-go Gorilla and the Jungle Crew e Bizarre New World
- 2008 Cartoonapalooza #1
- Cartoonapalooza #2 de 2009 — histórias de amostra, incluindo RPM, de Matt Shepherd e RA Height.
- 2010 Kizoic apresenta: Os Pinguins de Madagascar / Shrek

### Histórias em quadrinhos de videogame
- Command & Conquer Motion Comics (4 episódios)
- Corte a Corda (2011)
- Pocket God, de Dave Castelnuovo, Allan Dye, Jason M. Burns e Rolando Mallada (25 edições, 2010– c. 2013)

### Propriedades licenciadas
- Casper 's Scare School (2 edições, outubro de 2011 a junho de 2012)
- Megamind da DreamWorks: Ruim. Azul. Brilhante (5 edições, 2010–2011)
- Kizoic apresenta: Dreamworks Kung Fu Panda / Kizoic apresenta: Riquinho em Erupção Disruptiva! (2011)
- Kizoic apresenta: Vila Sésamo / Kizoic apresenta: Moranguinho (2013)
- Kung Fu Panda (6 edições, 2011–2012)
- Os Pinguins de Madagascar (4 edições, 2010–2011)
- Os Pinguins de Madagascar: Operação Maravilhas da Austrália (2010)
- Richie Rich Gems (5 edições, 2011–2013)
- Especial de Dia dos Namorados Richie Rich Gems (2012)
- Especial de Inverno Richie Rich Gems (2011)
- Richie Rich: Rich Rescue (6 edições, maio de 2011–2012)
- Richie Rich: Rich Rescue Digest (2 edições, 2012)
- Richie Rich: Bem-vindo ao Resgate dos Ricos (2012)
- Vila Sésamo (2013)
- Vila Sésamo: Mais um Dia de Sol (2015)
- Vila Sésamo: Uma Explosão do Passado (2015)
- Oficina Sésamo: Vila Sésamo (2013)
- Shrek (TPB, 2010) — continuação de Shrek Para Sempre
- Shrek (4 edições, 2010–2011) [15]
- Moranguinho (4 edições, 2011–2012)
- Moranguinho vol. 2 (2 edições, 2012)
- Strawberry Shortcake Digest (3 edições, 2011)
- Mini-história em quadrinhos de Halloween da Moranguinho / Mini-história em quadrinhos de Halloween da Escola de Sustos do Gasparzinho (2011)
- Mini-história em quadrinhos de Halloween da Moranguinho / Escoteiros! Mini-história em quadrinhos de Halloween (2012)
- Moranguinho: Diversão com Frutas Vermelhas! (2012)

## Prêmios e indicações
- Prêmio Project Fanboy de 2009 de "Melhor Enredo" para Ficção Clemens
- 2011 (indicação) Prêmio Eisner de "Melhor Publicação para Crianças" para Scratch9